# Adenia karibaensis
Adenia karibaensis är en passionsblomsväxtart som beskrevs av De Wilde. Adenia karibaensis ingår i släktet Adenia och familjen passionsblomsväxter. Inga underarter finns listade i Catalogue of Life.